# Roger d'Armagnac
Roger d'Armagnac, mort en 1339, est un prélat français du XIVe siècle. Il est le fils de Géraud VI, comte d'Armagnac, et de Marthe de Béarn. Roger est le neveu d'Amanieu II d'Armagnac, archevêque d'Auch.
Roger est archidiacre de l'église d'Agen, quand le pape Jean XXII le nomme en 1317  évêque du nouveau diocèse de Lavaur. En 1319 Jean XXII permet à Roger, qualifié encore d'élu de Lavaur, de prendre la tutelle de Jean et de Marthe, enfants mineurs de Bernard, comte d'Armagnac, son frère défunt.
En 1328 il donne une place conduisant vers la porte de l'évêché, pour agrandir le cloître des chanoines. En 1331  il consacre le grand autel de sa cathédrale, et le pape Jean XXII accorde, cette même année, au prévôt et au chapitre de Lavaur, la permission d'administrer leurs biens comme ils l'entendent. En 1334, Roger unit à la prévôté de Lavaur l'église de Notre-Dame de Péchaudier. 
Roger est transféré, en 1336, au siège de Laon et meurt  en 1339.